# Воспитательная программа
От правильного воспитания детей зависит благосостояние всего народа.Дж. Локк
Будущее российского общества в огромной мере зависит от того, какими гражданскими идеалами, знаниями, социальными убеждениями будет руководствоваться подрастающее поколение. Без полноценного гражданского воспитания невозможно построение гражданского общества и правового государства.
Одной из ведущих выступает проблема воспитания подрастающего поколения, которая приобретает особую актуальность в сложное время глобальных перемен, определяющих судьбы не только подрастающего поколения, но и целых народов и государств. 

## История развития системы воспитания  в России
Сравнительно-исторический анализ литературы по проблемам воспитания позволяет утверждать, что цели, содержание и методы воспитания обусловливаются политическими, социальными и экономическими условиями жизни общества и зависят от господствующей в нем идеологии.

### Царская Россия

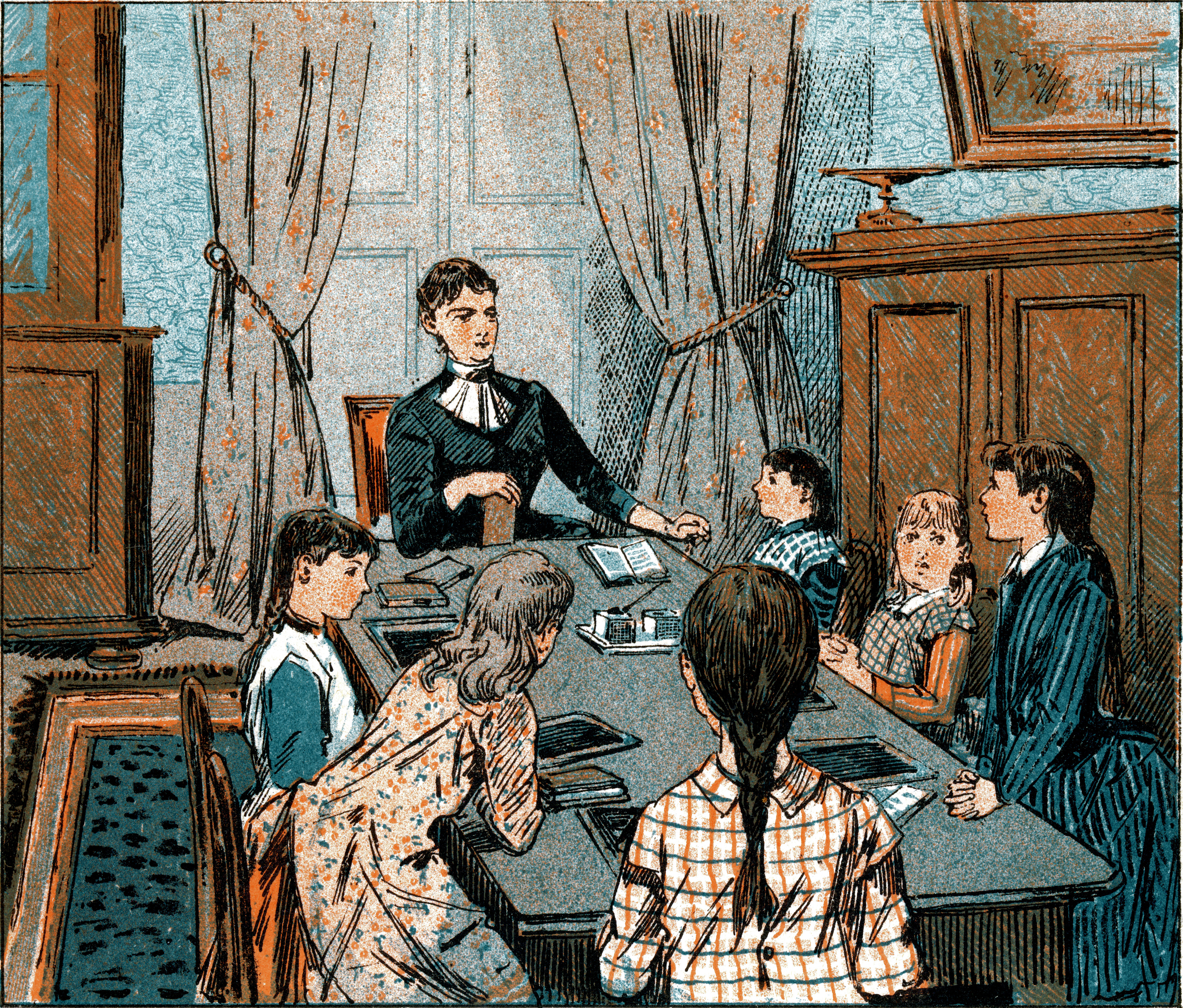

### Предреволюционное время
В конце XIX — начале XX века обстановка в подавляющем большинстве государственных казенных школ в предреволюционные годы была крайне тяжелой. Бездушный формализм и произвол, направленные на привитие детям духа послушания, повиновения, исполнительности, присущи были как приютам для бедных, так и привилегированным учебным заведениям для детей правящих классов.
В этой обстановке прогрессивные русские педагоги призывали к гуманизации и демократизации внутришкольных отношений. Русские педагоги стремились вникнуть в характер «внутренней жизни» детей, понять «принятые детской массой ценности и идеалы» (А. Ф. Лазурский), защитить «корпоративный дух» учащихся, противопоставить системе доносов форму «совестного суда» над виновниками нарушения правил поведения (Н. И. Пирогов), разобраться в составляющем сущность обучения «духе школы» (Л. Н. Толстой), показать его зависимость от характера воспитателей (К. Д. Ушинский), проанализировать роль товарищеской среды в приучении школьников к «ограничению своих прав» и в «удовлетворении самобытной натуры ребёнка» (Б. Ленский), показать роль товарищеского общения в формировании самосознания учащейся молодежи (Н. Васильков) и т. д. Высказываемые ими идеи являются результатом наблюдений за процессами, протекающими в детской среде, за общением детей в рамках организованных и неорганизованных общностей.

### Ранние советские годы
Организация воспитательной работы с подрастающим поколением на новых, социалистических началах была связана с огромными трудностями. Необходимо было объяснить учительству идеи коллективного воспитания, его основные принципы. Н. К. Крупская и А. В. Луначарский своими статьями и выступлениями помогали учителям разобраться в отдельных аспектах этой проблемы. Н. К. Крупская и А. В. Луначарский неоднократно подчеркивали, что развитие индивидуальности каждого ребёнка — важнейшая задача учителя. Успешное решение её они рассматривали как основное условие развития коллектива, взаимообогащения его членов.
Представители советской педагогики 20-30-х годов, как Е. А. Аркин, П. П. Блонский, В. Н. Сорока-Росинский, Н. М. Шульман и другие, внесли свой вклад в разработку вопросов общественного воспитания, организации школьного коллектива, детского самоуправления.
В 1930-е годы идеи коллективного воспитания получили дальнейшее развитие в работах крупнейшего советского педагога А. С. Макаренко. Основные объекты его внимания — детский коллектив, процесс его становления и развития, управление этим процессом, методика организации и сплочения коллектива. Положения, выдвинутые и развитые А. С. Макаренко, прочно вошли в теорию социалистического воспитательного коллектива.

### Послевоенное время
В педагогике послевоенных лет детский коллектив рассматривался главным образом как цель и объект воспитательных усилий взрослых. Задача сплочения детских коллективов в условиях реэвакуации населения, развития сети учебно-воспитательных учреждений, возвращения к раздельному обучению школьников была первоочередной. В поисках рациональных путей сплочения педагоги обращались в первую очередь к наследию А. С. Макаренко.
Однако яркие формы работы с детским коллективом, возникшие в практике работы лучших школ, использующих наследие А. С. Макаренко, вызвали волну подражаний, что отнюдь не всегда вело к положительным результатам.
С течением времени становилось все более ясным, что никакие методические детали, никакое, пусть даже самое яркое, «уединенное средство» не превратит коллектив в полноценный инструмент воспитания, если педагогами не будет спроектирована, проверена в опыте, теоретически обоснована такая система воспитательной работы с детским коллективом, которая, базируясь на принципах, сформулированных к тому времени в педагогической науке, была бы адекватной условиям работы массовой школы 50-60-х годов. Этот чрезвычайно важный вывод, сделанный И. С. Марьенко, нацеливал передовых учителей на дальнейший творческий поиск в этой области.
В. А. Сухомлинский, и ряд других педагогов, опираясь на идеи А. С. Макаренко, создали на практике различные варианты системы воспитательной работы с ученическим коллективом, каждый из которых отражал дух времени, особенности учреждения и педагогическое кредо её руководителя.
В конце 80-х годов государство постепенно уходит из воспитания, перестав рассматривать его как приоритетное направление своей политики. Еще до распада СССР, в январе 1991 г. в решении Коллегии Министерства образования РСФСР “О демократизации воспитательной деятельности в общеобразовательных учреждениях’’ подчеркивалась недопустимость насильственной политизации, «обобществления» детей. В документе подчеркивалось,что образовательные учреждения должны были быть полностью выведены из-под влияния партии.

### Постсоветское время (90-е, 00-е)
Наши дети растут в зоне социального риска. На их глазах уничтожалась и переделывалась история РоссииКараковский В. А.
90-е годы XX века в России стали переломным моментом в жизни страны. Данный период характеризовался чудовищно быстрым распространением западных, особенно американских, форм воспитания. Через массовую культуру, СМИ, кино и телевидение пропагандировались: власть денег, насилие и секс. Россия освободились от уз советской идеологии, а, взамен, приобрела свободу и вседозволенность — вот основные причины моральной деградации общества, считает Юревич А. В. Основными виновниками нравственных проблем общества Юревич называет псевдолибералов 90-х годов и их идеологический девиз: «Можно все. Что не запрещено законом». «Сейчас налицо все основные признаки вызревания новой идеологии и, соответственно, новых ориентиров развития общества. В её основе — идея о том, что у безнравственного общества нет будущего»
В 90-е годы показательной в контексте отношения государства к решению проблем воспитания является формулировка первых строк Закона РФ "Об образовании" 1992 г.: "Под образованием в настоящем Законе понимается целенаправленный процесс обучения и воспитания в интересах личности, общества, государства,...". Нетрудно заметить: воспитание поставлено на второе место, что явилось прямым следствием упомянутого выше негативизма, характерного для общественного сознания начала 1990-х гг. В результате уже через год Коллегия Министерства образования России в своем решении от 14 апреля 1993 г. делает неутешительный вывод о том, что "интересы детских организаций игнорируются, в ряде территорий им отказывают в использовании помещений образовательных учреждений, необоснованно сокращаются должности старших вожатых. Свертываются научные исследования в области детского движения и методическая деятельность".
К концу 90-х происходит значительный упадок значения воспитания в школе, и как следствие почти полная остановка воспитательной работы в школах. Организацией воспитательного процесса, с 90-х годов прошлого века до настоящего времени не обращали особого внимания, а воспитанием занимались лишь педагоги-энтузиасты (Таланчук Н. М., Гатман О. С., Щуркова Н.Е, Сериков В. В.).
Социолог Лидия Окольская сравнила, какие качества родители хотели воспитать в детях в 1989 году, а какие — в 1999 году. И если в конце 80-х многие ещё говорят про любовь к родине, честность и порядочность, то уже через десять лет таких становится значительно меньше. А вот умения продвинуться в карьере, думать о собственном благополучии и не упускать своего, наоборот, кажутся родителям адекватными времени.
| Исходные переменные: желаемые детские качества | Модель 1989 | Модель 1999 |
| ---------------------------------------------- | ----------- | ----------- |
| В детях надо воспитывать                       | фактор 1    | фактор 1    |
| умение быть экономным                          | 0,08        | 0,01        |
| умение понять другого                          | 0,01        | -0,08       |
| стремление к знаниям                           | 0,19        | -0,24       |
| умение не упускать своего                      | -0,49       | 0,56        |
| умение открыто говорить что думают             | 0,15        | 0,17        |
| умение не выделяться                           | -0,05       | 0,16        |
| умение занять видное положение                 | -0,24       | 0,41        |
| умение помнить о воздаянии за грехи            | -0,05       | -0,03       |
| умение быть честным и порядочным               | 0,57        | -0,46       |
| стремление не забывать своих корней            | 0,02        | 0,02        |
| уважение к родителям                           | 0,43        | -0,32       |
| умение ударить первым                          | -0,35       | 0,62        |
| умение быть счастливыми                        | -0,31       | 0,20        |
| любовь к своему дому, Родине                   | 0,55        | -0,25       |
| стремление работать для общего блага           | 0,26        | 0,02        |
| умение довольствоваться малым                  | -0,03       | 0,22        |
| умение быть хитрее, не дать себя провести      | -0,40       | 0,65        |
| стремление ко всему новому                     | -0,006      | 0,12        |
| умение быть всегда самим собой                 | -0,15       | -0,08       |
| N                                              | 1250        | 2000        |

«В 90-е такие качества, как настойчивость, решительность и независимость, стали значительно более желанными. К 2006 году общество переориентировалось на воспитание скорее самостоятельных, чем конформных детей, однако в период с 2006 по 2011 год автономистский тренд остановился. Неожиданным результатом явилось усиление ценности послушания наряду с ценностями самостоятельности», — пишет Лидия Окольская.
| Качества детей                   | Год  | Год  | Год  | Год  |
| -------------------------------- | ---- | ---- | ---- | ---- |
| % отметивших качество как важное | 1990 | 1995 | 2006 | 2011 |
| трудолюбие                       | 93   | 91   | 89   | 85   |
| ответственность                  | 70   | 70   | 80   | 78   |
| терпимость, уважение к людям     | 70   | 69   | 69   | 64   |
| бережливость                     | 61   | 55   | 52   | 51   |
| хорошие манеры                   | 57   | 52   | —    | —    |
| решительность, настойчивость     | 40   | 41   | 52   | 46   |
| независимость                    | 29   | 28   | 41   | 38   |
| послушание                       | 26   | 34   | 38   | 35   |
| бескорыстие, неэгоистичность     | 24   | 21   | 20   | 23   |
| воображение                      | 11   | 6    | 14   | 17   |
| религиозность                    | 8    | 9    | 11   | 14   |
| самовыражение                    | —    | —    | —    | 32   |
| N, чел                           | 1961 | 2040 | 2033 | 2500 |

### Современное состояние (с 2005 года)
В 2018 году детский омбудсмен Анна Кузнецова предложила Рособрнадзору проверить региональные программы воспитания в школах. Пилотным регионом по мониторингу воспитательных программ в образовательных организациях стала Псковская область. По итогам проверки оказалось что более 75 % школьных воспитательных программ не соответствуют современным требованиям или вовсе не реализуются.
Кузнецова после ряда резонансных случаев в школах призвала к модернизации воспитательных программ в учебных заведениях. В марте 2020 года Сергей Кравцов и Анна Кузнецова обсудили Стратегию развития воспитания в Российской Федерации до 2025 года В мае 2020 года Владимир Путин внес в Госдуму законопроект об организации воспитательной системы в сфере образования.

## Современные формы воспитательной работы в учебных заведениях России
В учебных заведения России реализуются следующие формы воспитательной деятельности:
- Школьный урок
- Классное руководство
- Курсы внеурочной деятельности
- Самоуправление
- Профориентация
- Работа с родителями
- Ключевые общешкольные дела
- Детские общественные объединения
- Школьные медиа
- Экскурсии, экспедиции, походы
- Организация предметно-эстетической среды

## Воспитательная программа
Основным документом, регламентирующим воспитательную работу в российских учебных заведениях является воспитательная программа.
Воспита́тельная програ́мма  (применительно к учебным заведениям) — документ, имеющий методический характер и представляющий собой план, перечень, структуру, некоторое описание алгоритма предстоящих (воспитательных) действий. 
Цель воспитательной программы: создание образовательной среды, способствующей формированию сплочённого коллектива, духовно-нравственному становлению личности и активной гражданской позиции школьников на основе общечеловеческих ценностей и культурно-исторических традиций страны.
Результатом реализации воспитательной программы — интересная и событийно насыщенная жизнь детей и педагогов в школе, видимая как для педагогов, так для учащихся и их родителей.

### Виды воспитательных программ
Существует несколько видов воспитательных программ, существенно отличающихся между собой, в зависимости от типа образовательного учреждения:
- Воспитательная программа детского сада (ДОУ).[31]
- Школьная воспитательная программа.[30]
- Воспитательная программа ВУЗа.[32]
- Воспитательные программы детских коррекционных образовательных учреждений.[33]

### Задачи воспитательной программы
Можно выделить следующие задачи, которые решает типовая школьная воспитательная программа:
- Сплочение классного коллектива. Изначально детей в классе ничего, за исключением учебной деятельности, не объединяет, а потому первостепенной задачей классного руководителя становится научить их взаимодействовать на благо достижения общих и личных целей.
- Организация участия класса в общешкольных делах. Эти мероприятия предоставляют детям широкое поле деятельности, для проявления интеллектуальной и социальной активности. Они дают возможность ребятам реализовать свой творческий потенциал и тем самым укрепить свою позицию в классе, они приучают ребят быть самостоятельными и ответственными.
- Сплочение детско-взрослых общностей. В общности главное — это переживаемое человеком состояние, ощущение, чувство — чувство общности: с каким-то человеком или группой людей, со своими родителями, с педагогом, с тренером, с детьми, посещающими вместе с ним внеурочные занятия. По словам В. А. Караковского: «Дети не всегда тянутся к знаниям, но всегда тянутся к личности. Самое плохое, когда учитель — „пирожок ни с чем“»[34]
- Взаимодействие школы и родителей. Программа помогает организовать работу с семьями школьников, их родителями или законными представителями, направленную на совместное решение проблем личностного развития детей.
- Развитие детского самоуправления. Помогает ребёнку приобрести важный для его личностного развития социальный опыт: организовывать свою и чужую деятельность, распределять силы и ресурсы, нести ответственность за выполнение поручений, достигать намеченных целей, планировать свою и чужую работу, анализировать её и подводить итоги, работать в команде.